# محمد عبادی
محمّد عبادی (۴ تیر ۱۳۲۶ – ۲۳ مرداد ۱۳۹۷) دوبلور و بازیگر ایرانی بود.
وی، همچنین پسری به نام کامک عبادی دارد که ‌هم‌اکنون، در آزمایشگاه پیش رانش جت ناسا مشغول به کار است.
محمد عبادی زادهٔ سال ۱۳۲۶ خورشیدی در شهر تهران بود. وی در سن ۲۵ سالگی به‌طور حرفه‌ای کار دوبله را آغاز کرد و افزون بر دوبله، پیشینهٔ بازیگری در سینما و تلویزیون را هم در کارنامهٔ خویش دارد؛ مانند فیلم بت‌شکن (۱۳۵۵)، فیلم زنبورک (۱۳۵۴) و مجموعه‌های تلخ و شیرین (۱۳۵۳) و معمای شاه (۱۳۹۴–۱۳۹۵) در نقش زیبیگنیف برژینسکی. وی همچنین در فیلم‌های زنبورک (۱۳۵۴)، مرد شب (۱۳۵۳) و ستارخان (۱۳۵۱) به عنوان دستیار فیلمبردار همکاری داشته‌است. از دیگر فعالیت‌های هنری عبادی می‌توان به دکلمهٔ او در آلبوم موسیقی «بیاد تو» اشاره کرد.
توانایی وی در آفرینش تیپ‌های همچون بوشوگ در (لوک خوش‌شانس) و تسوکه در (سفرهای میتی کومان) می‌باشد که از جمله نقش‌های بارز کارتونی و به یادماندنی عبادی است.

## درگذشت
محمد عبادی در ۲۳ مردادماه ۱۳۹۷، پس از تحمل یک دورهٔ بیماری و بر اثر ایست قلبی در بیمارستان فیروزگر تهران درگذشت.

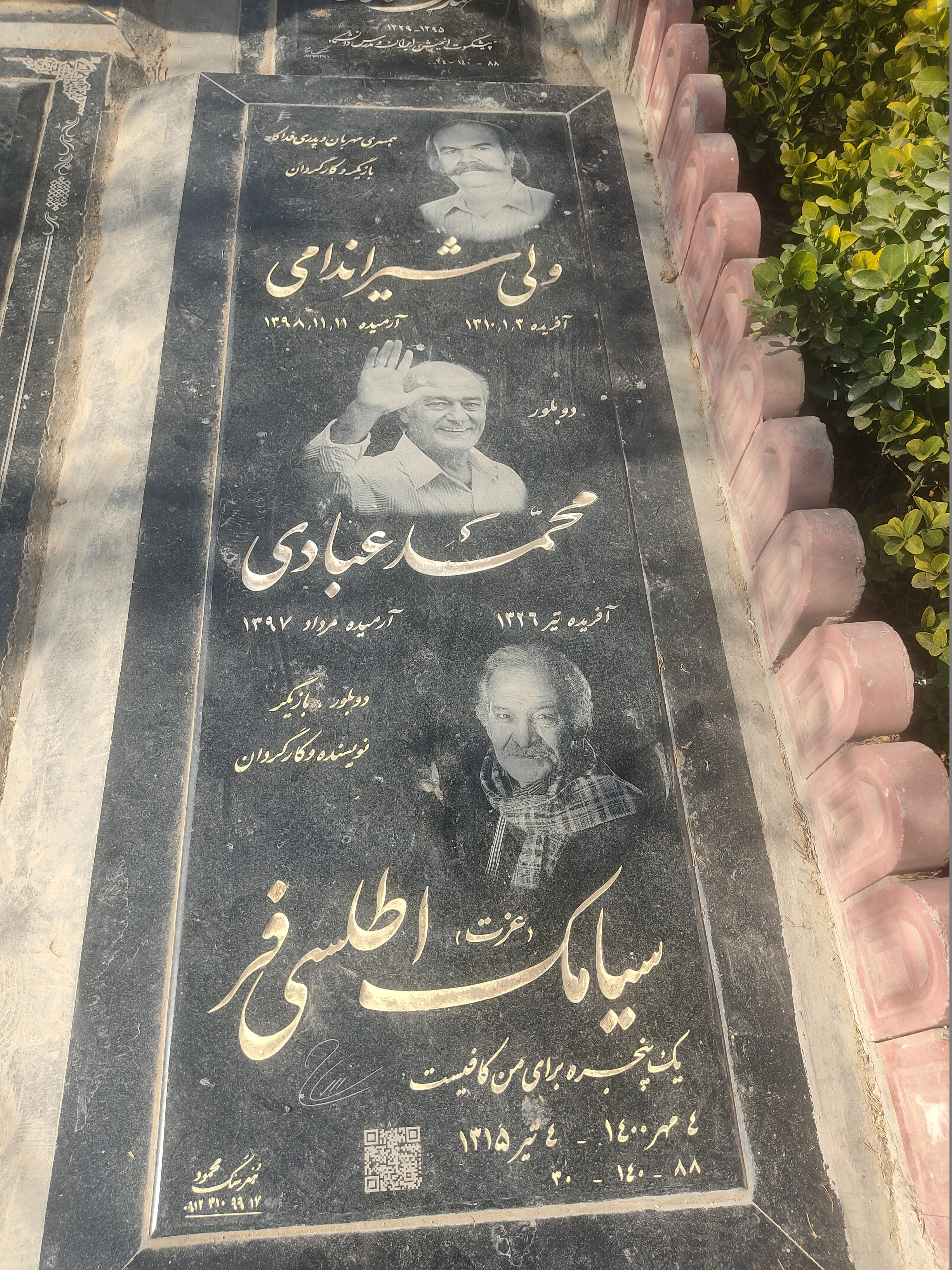
قبر محمد عبادی در قطعه هنرمندان بهشت زهرا

## نقش‌های مهم
وی، نقش‌های مختلفی را در فیلم‌ها و سریال‌های تلویزیونی از جمله «ناوارو» در نقش اوکلند، «جنگجویان کوهستان» در نقش شی چن، «از سرزمین شمالی» در نقش تام، «کاراگاه و رکس» در نقش‌های مختلف، «شرلوک هلمز» در نقش‌های مختلف، «لوک خوش شانس» در نقش بوشوگ و... را گفته‌بود.

### پویانمایی
- موش کوهستان (روباه قرمزی)
- پانزده پسر (داناوان)
- رامکال (همسایه استرلینگ)
- سفرهای میتی کومان (تسوکه)
- دور دنیا در هشتاد روز (کارآگاه تعقیب کننده)
- لوک خوش‌شانس (بوشوگ)
- جزیرهٔ گنج نسخهٔ حیوانی (سیلور)
- شهر دایناسورها (رئیس بزرگ)
- شهر آجیلی (خفی خفی)
- داینا کوچولوها (زانتوس)
- افسانه توشیشان (یکی از اعضای دستهٔ توشیشان)
- افسانه سه برادر (شانگ‌فی)
- بچه‌های کوه تاراک (بونامی)
- دهکدهٔ حیوانات (پوند بچه روباه)
- سرزمین دریایی (جونیور / نقش‌های مختلف)
- باب مورن (دستیار باب مورن)
- شکرستان (خواجه الماس)
- اسکروچ یا آواز کریسمس میکی‌ها (میکی ماوس)
- دامبو فیل پرنده (کلاغ زرد)
- هاچیپو
- شیرشاه (پومبا)
- رابین هود (دوبلهٔ سوم - داروغهٔ ناتینگهام)[۸]
- باخانمان (آقای فابری)
- ماجراهای مارکو پولو (انیمه) در نقش «کوگاتای»

### سریال
- قصه‌های جزیره (سایمون تریمن)
- مردان آنجلس (آنتونیوس چوپان)
- تعقیب طولانی (جوانی که همراه خواهرش به دنبال پدرش بود)
- ناوارو (اوکلند)
- جنگجویان کوهستان (شی چن)
- از سرزمین شمالی (تام)
- راه قدس (دیمیتریوس)
- بوژست (جان اسمیت)
- کاراگاه و رکس (نقش‌های مختلف)
- شرلوک هلمز (نقش‌های مختلف از جمله خبرنگار متکدی)
- سال‌های دور از خانه (کامی‌جی‌یو، برادر ارتشی ریوزو)
- مستند تور بزرگ (جیمز می)

### فیلم
- یک مرد تنها (شان وتر با بازی وین دیزل)
- کمربند قرمز (جری)
- داوطلب مرگ (کمسیر رومین)
- مرد فیل نما (جان مریک، مرد فیل نما با بازی جان هرت)
- مایکل کلایتون (آقای وارن با بازی رابرت پرسکات)
- لوتر
- رادیو (فرانک با بازی کریس مالکی)
- افسانه بگر ونس (بابی جونز با بازی جوئل گرچ)
- روز پاکسازی (سناتور مورگان کلر با بازی اندرو راث)
- ۱۲ مرد خشمگین (یکی از اعضای هیئت منصفه)